# دونالد ويليامز
دونالد ويليامز (بالإنجليزية: Donald E. Williams)‏ (و. 1942 – 2016 م) هو ضابط، ورائد فضاء من الولايات المتحدة الأمريكية . ولد في لافاييت .

## مناصب وهيئات
أدار ناسا.

## الخدمة العسكرية
خدم في بحرية الولايات المتحدة.

## جوائز وترشيحات
حصل على جوائز منها:
- جائزة الشجاعة طيران
- وسام "العمل الشجاع في الحرب الوطنية العظمى 1941-1945
- وسام الاستحقاق.